# Самарівка
Сама́рівка (Йозефсталь, Йосипівка, Довге) — місцевість в Індустріальному районі міста Дніпро, на правому березі річки Кримки між Підгороднім та Шевченко (колишня — стародавня Самарь).

## Історія

### Лошаківка (1687—1776)
Після початку будівництва у 1687 році Богородицької фортеці на місці Самарі, запорожці переселялися у навколішні зимівники. Можливо саме з цього часу існувала Лошаківка — село у злитті річок Кільчень та Самари.

### Катеринослав (1776—1784)

Катеринослав Самарський

У 1776 році, після скасування Запорозької Січі, за 3—4 км на північ від давньої Самарі, у місці злиття річок Кільчень, Самара та Кримка на північних околицях сучасної Самарівки, було закладене губернське місто Катеринослав.
у 1778—1784 роках місто Катеринослав було центром Азовської губернії з губернатором Григорієм Потьомкіним. Центр губернії був перенесений з центру Української лінії фортеці Білевськ.
1783 року Катерина II вирішила перенести Катеринослав на нове місце.

### Новомосковськ (1784—1794)
1784 року Катеринослав було перенесено на правий берег у Половицю, а перший Катеринослав перейменовано в Новомосковськ — центр Новомосковського повіту.
1786 року Григорій Потьомкін рекомендував перенести повітове місто Новомосковськ у Новоселицю. Повітові і судові будинки було перенесено у Новоселицю, інші будинки — до Катеринослава, інші були розпродані.
«Повний звід законів Російської імперії» зафіксував роздільне існування у 1787—1788 роках міста Новомосковська (82 душі казенних поселян) і містечка Новоселиці (3663 душі), яка до 1775 року була центром Самарської паланки. Перейменування Новоселиці на Новомосковськ відбулося за царським указом лише 26 вересня 1794 року.

### Йозефсталь (Довге, Йосипівка) (з 1789)
1789 року пусті землі первинного Катеринослава — Новомосковська було передано німецьким колоністам. На півночі, за річкою Кільчень засновано менонітський Кронсгартен і території, де поселялися посполиті мешканці самарського Катеринослава — у лютеранську Йозефсталь (Іозефсталь), яку місцеві козаки прозвали Йосипівкою. Також існувала українська народна назва — Довге, можливо яка йде з часів бродницько-козацького міста Самарь.
Католицька церква колишнього Першого Катеринослаа була розібрана й відбудована до 15 січня 1791 року у Половиці-Катеринославі (на Успенській площі) замість згорілої козацької Петропавлівської, як церква Казанської Божої Матері.
Село забудовувалося вздовж дороги з Богородицької фортеці (Самарь) до Підгородного вздовж східного берега великого Самарського острова між річками Кримка та Самара, на колишній території самарського Катеринослава.
1886 року у документах колонія Йозефсталь, також названа офіційно — Довге. В колонії налічувалося 1095 осіб, 110 подвір'їв, волосне правління, лютеранська кірха, школа, дві крамниці. Колонія входила до складу Йозефстальської волості Новомосковського повіту.Станом на 1903 рік в Йозефсталі мешкало 1800 осіб.
7 (20) листопада 1917 року, відповідно до Третього Універсалу Української Центральної Ради, увійшло до складу Української Народної Республіки.
Перед Жовтневим переворотом, під час Першої світової війни та радянської окупації, німці покинули свої доми через вороже ставлення.

### Самарівка
Йозефсталь була перейменована на Самарівку через вороже ставлення радянської окупаційної влади до віруючих німців.
Нова назва пов'язує її зі славетною Самаррю, північно-західним передмістям якого була декілька століть тому.
1932 року, з підняттям вод Дніпровського водосховища, деякі землі Самарівки зазнали підтоплення.
Цвинтар та частину німецьких хат було знесено. Забудова селища почалася на правому, західному березі Кримки. Стара Йозефсталь, що лежала на острові на сході сучасної Самарівки, зараз забудована дачами. Вулиця Бутова — є найдавнішою, якою пролягав стародавній козацький шлях на Самарь.
2001 року студенти-історики випадково знайшли в комиші біля дач залишки надмогильної стели (піраміду з меморіальним надписом російською та німецькою мовами), що була частиною пам'ятника, який у XIX столітті був встановлений на могилі Самюеля Контеніуса (1748—1830), члена першого комітету Йозефсталі.
Самарівка увійшла до складу спочатку міста Нижньодніпровськ, а згодом й Днiпра.
Вона розрослася на південь і захід і майже досягла Слобожанського проспекту (колишній Новомосковський або Підгороднянський шлях) до сучасної вулиці Холодильної міста Дніпра.